# Талер золота
Талер золота (нем. Taler Gold) — счётная денежная единица вольного города Бремена с середины XVIII века до 1872 года.

## История обращения
В отличие от остальных государств Германии, которые в качестве основной денежной единицы использовали рейхсталер, Бремен применял в расчётах французскую торговую монету луидор. 1/5 часть луидора приравнивалась к бременскому талеру золота. Таким образом, в отличие от других германских государств, в Бремене существовал золотой, а не серебряный стандарт.
В связи с этим в Бремене существовала собственная денежная система. 1 талер золота соответствовал 72 гротена или 360 шваренам.
Во второй половине XVIII и первой половине XIX столетий талер золота являлся счётной денежной единицей, так как монет такого номинала не выпускали. Только в 1863, 1865 и 1871 годах были отчеканены небольшими тиражами на монетном дворе Ганновера талеры с обозначением номинала «THALER GOLD».
В 1871 году, после объединения всех германских государств в единую империю, были также унифицированы и их денежные единицы. Согласно монетному закону 1871 года, 10 марок подлежали обмену на 3 1/93 бременских талера золота. Таким образом, один талер золота соответствовал 3 маркам 32 пфеннигам.
По нормам талера золота на Ганноверском монетном дворе в количестве 5000 экземпляров отчеканили памятную медаль, получившую название биржевой талер. Её выпустили по заказу торговой палаты Бремена в 1864 году в честь открытия нового здания биржи. Законным платёжным средством она не являлась. Надпись «GEDENKTHALER» привела к определённой путанице и отнесению данной медали к монетам.

## Монетные типы талеров золота
| Аверс | Реверс | Гурт                           | Описание аверса                                                            | Описание реверса | Год чеканки | Тираж | Вес                           |
| ----- | ------ | ------------------------------ | -------------------------------------------------------------------------- | --- | ----------- | ----- | ----------------------------- |
|       |        | GOTT MIT UNS (рус. С нами Бог) | Герб Бремена. Круговая надпись «FREIE HANSESTADT BREMEN / EIN THALER GOLD» | Надпись «ZUR 50JÄHRIGER JUBELFEIER DER BEFREIUNG DEUTSCHLANDS 1863» (рус. К 50-летию освобождения Германии) в венке из дубовых ветвей и крест Ганзейского союза                         | 1863        | 20005 | 17,539 г серебра 986,11 пробы |
|       |        | GOTT MIT UNS (рус. С нами Бог) | Герб Бремена. Круговая надпись «FREIE HANSESTADT BREMEN / EIN THALER GOLD» | Надпись «ZWEITES DEUTSCHES BUNDES- SCHIESSEN IN BREMEN 1865» (рус. Второй общенемецкий стрелковый фестиваль в Бремене 1865) в венке из дубовых ветвей и крест Ганзейского союза         | 1865        | 50000 | 17,539 г серебра 986,11 пробы |
|       |        | GOTT MIT UNS (рус. С нами Бог) | Герб Бремена. Круговая надпись «FREIE HANSESTADT BREMEN / EIN THALER GOLD» | Надпись «ZUR ERINNERUNG AN DEN GLORREICH ERKÄMPFTEN FRIEDEN VOM 10 MAI 1871» (рус. На память о славно завоёванном мире 10 мая 1871) в венке из дубовых ветвей и крест Ганзейского союза | 1871        | 60729 | 17,539 г серебра 986,11 пробы |